# Дрейфусовская модель приобретения навыков
Дре́йфусовская моде́ль приобрете́ния на́выков — это модель получения студентами навыков и умений с помощью формального обучения и практики. Дрейфусовская модель приобретения навыков — это концепция, описывающая, как человек осваивает навыки через обучение и практику. Братья Стюарт и Губерт Дрейфус предложили эту модель в 1980 г., работая во влиятельном центре Исследования Операций Университета Калифорнии в Беркли, для офиса научных исследований ВВС США. Модель предполагает, что человек проходит через пять различных этапов: новичок, продвинутый начинающий, компетентный, опытный, эксперт.

## Уровни
Новичок (Novice). Новички очень переживают за свою успеваемость. Их опыта недостаточно, чтобы двигаться в правильном направлении и они не знают, будут ли их поступки правильными. Новички обычно не хотят учиться, зато хотят достичь мгновенного результата. Они не знают, как реагировать на ошибки и поэтому легко сбиваются с толку, когда что-то идёт не так. Зато они могут быть достаточно эффективными, когда им предоставлен набор контекстно независимых правил в форме «в случае ХХХ, делай УУУ». Другими словами им необходим рецепт или алгоритм.
Продвинутый начинающий (Advanced beginner). Продвинутые начинающие начинают уже понемногу отступать от фиксированных правил. Они могут попробовать какие-то задачи самостоятельно, но у них всё ещё есть трудности с устранением проблем, которые возникают. Начинающие могут воспользоваться советами в правильном контексте, учитывая свой опыт подобных ситуаций, но чуть-чуть. И хотя они уже начинают формулировать какие-то общие принципы, они всё ещё не видят «всей картины». Если попытаться предоставить им более широкий контекст — они отмахнутся от него, как от неуместного.
Компетентный (Competent). Компетентные строят правильные модели проблемной области и эффективно ими пользуются. Они способны устранять проблемы, с которыми они раньше не сталкивались. О людях на этом уровне часто говорят, что они «имеют инициативу». Они могут учить новичков. Правда, им ещё не хватает опыта, чтобы удачно расставить приоритеты при решении задач. Собственно говоря, именно с этого уровня человека можно уже назвать инженером — компетентные решают задачи, а не работают по алгоритму.
Опытный (Proficient). Опытным необходима «полная картина» проблемной области, ведь они хотят понимать весь концепт. Они делают значительный прорыв в рамках модели братьев Дрейфус, ведь постоянно оценивают выполненную работу и пересматривают свои подходы, чтобы в следующий раз быть ещё более эффективными. Они также могут учиться, используя чужой опыт. И самое главное — они всегда принимают во внимание контекст задачи. Если вернуться к программированию, то прекрасный пример иллюстрации — это использование паттернов проектирования. Только опытные используют их исключительно там где надо, а не бездумно и повсеместно.
Эксперт (Expert). Эксперты — основной источник знаний и информации в любой сфере. Они непрестанно ищут всё лучшие и лучшие методы работы. Они всегда применяют весь свой огромный багаж знаний в правильном контексте. Они пишут книги, статьи и проводят семинары. Эксперты руководствуются интуицией. Доктор Хаус с одного взгляда на пациента (или вообще его медицинскую карту) мог поставить диагноз — типичный пример эксперта. Эксперты работают с помощью бессознательного «сравнения с образцом» («pattern matching») по базе своего опыта. Вот только проблема в том, что функция «сравнение с образцом» асинхронная и находится в части мозга, которая не подконтрольна сознанию.